# 미국소장
미국소장은 미국 해군의 군사 계급이다.

## 설명
미국소장은 미국의 제복을 입은 4개의 군대에서 위임 된 장교의 두가지 별개의 계급 중 하나이다. 1성 기장 장교와(Lower Half)" 2성 기장 장교인 "후방제독"(때때로 "Rear Admiral (Upper Half)"이라고도 한다.)으로도 불린다. 두가지 군사 계급은 미국 해군, 미국 해안경비대, 미국 공중 보건 서비스 위탁 군단 및 국립 해양 대기 관리 위임 장교 군단에서만 활용된다. 대조적으로 미국 외에 대부분의 다른 국가가 가지고 있는 군사 계급 보유 체계에서 "후방제독"이라는 용어는 독점적으로 2성급 기장 계급을 의미한다.

## 같이 보기
- 미국 해군
- 제독